# Catephia flavescens
Catephia flavescens là một loài bướm đêm trong họ Erebidae.